# Jemieliste (gromada)
Jemieliste – dawna gromada, czyli najmniejsza jednostka podziału terytorialnego Polskiej Rzeczypospolitej Ludowej w latach 1954–1972.
Gromady, z gromadzkimi radami narodowymi (GRN) jako organami władzy najniższego stopnia na wsi, funkcjonowały od reformy reorganizującej administrację wiejską przeprowadzonej jesienią 1954 do momentu ich zniesienia z dniem 1 stycznia 1973, tym samym wypierając organizację gminną w latach 1954–1972.
Gromadę Jemieliste z siedzibą GRN w Jemielistem utworzono – jako jedną z 8759 gromad – w powiecie suwalskim w woj. białostockim, na mocy uchwały nr 23/V WRN w Białymstoku z dnia 4 października 1954. W skład jednostki weszły obszary dotychczasowych gromad Jemieliste, Agrafinówka, Chachłuszka, Dębszczyzna, Motule, Motule Kolonia, Milanowizna i Piecki ze zniesionej gminy Filipów oraz Tabałówka i Zusenko ze zniesionej gminy Przerośl w tymże powiecie. Dla gromady ustalono 13 członków gromadzkiej rady narodowej.
1 stycznia 1958 z gromady Jemieliste wyłączono wsie Motule Stare i Motule Nowe włączając je do gromady Filipów w tymże powiecie, przyłączając równocześnie do gromady Jemieliste wsie Bartna Góra i Dębszczyzna Nowa ze zniesionej gromady Zusno.
1 stycznia 1969 gromadę Jemieliste zniesiono, włączając jej obszar do gromad Filipów (wsie Agrafinówka, Bartnia Góra, Dębszczyzna Nowa, Dębszczyzna Stara, Jemieliste, Smoleńka i Tabałówka), Pawłówka Nowa (wieś Piecki) i Przerośl-Osada (wieś Zusenko).